# KanjiTalk
KanjiTalk era a localização de idioma japonês do Mac OS clássico, da Apple. Consistia em aplicativos traduzidos, um conjunto de fontes japonesas e um método de entrada em japonês chamado Kotoeri. O software foi vendido com suporte apenas no Japão. Ele estava disponível para compra por meio de outros revendedores nos Estados Unidos, mas a Apple não ofereceu suporte para seu uso fora do Japão.
As primeiras versões do KanjiTalk eram baseadas em um script de sistema de entrada de Kanji proprietário chamado 2.0 e 2.1. Os desenvolvimentos após a versão 2.0 estabeleceram as bases que eventualmente se tornaram o Kotoeri introduzido com o System 7.1.
O KanjiTalk 1.0 foi lançado em 1986, junto com o System 3.0 universal da Apple, e distribuído pela primeira vez com o Mac Plus. Foi seguido com atualizações de versão limitada, até 2.0, 6.0, e então atualizações paralelas com o System 7 da Apple. A Apple pretendia enviar seus novos modelos PowerBook com o System 7, mas o desenvolvimento do novo sistema operacional estava demorando mais do que o previsto, então a Apple lançou uma versão especial do System 6.0.7.1, com suporte para KanjiTalk, para comercializar seus novos laptops no Japão. O PowerBook 100 foi co-projetado e fabricado pela Sony.
O KanjiTalk foi sucedido pelo precursor mais padronizado da Apple para unicode, conhecido como WorldScript, do Mac OS 8 para Mac OS X (uma decisão controversa, pois não fornecia adequadamente para todos os caracteres Kanji tradicionais).